# Надземный переход

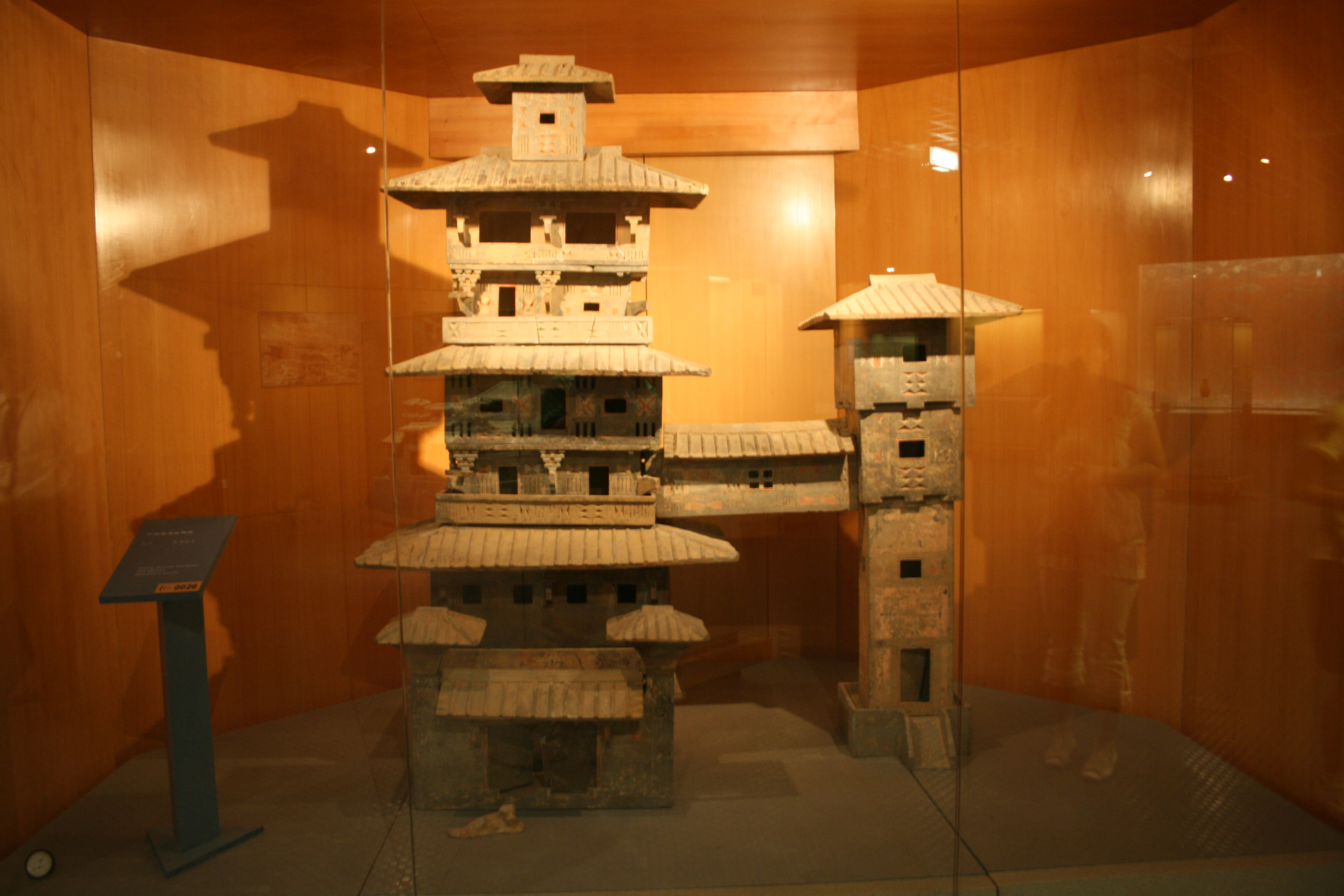
Миниатюрная модель двух жилых башен, соединенных надземным переходом. Китай, Империя Хань.

Надземный переход (англ. skyway, skybridge, skywalk, sky walkway; дословно: «Небесная дорога; Небесный мост») — надземный тип пешеходной дорожки (т. н. педвэй), соединяющий два или более здания в городской местности или соединяющий возвышенные точки за пределами города (заповедники, курорты и т. п.)

## Описание
Городские надземные переходы очень часто имеют форму крытых пешеходных мостов, которые защищают пешеходов от непогоды. Современные надземные переходы без крыши в горах теперь часто имеют стеклянный пол (яркий пример — Стеклянный мост Чжанцзяцзе). Иногда крытые городские надземные переходы почти полностью сделаны из стекла, включая потолки, стены и полы. Кроме того, некоторые городские надземные переходы функционируют строго как линейные парки (надземные парки), предназначенные для прогулок, яркий пример — Хай-Лайн на Манхэттене.
В Северной Америке надземные переходы обычно принадлежат частным бизнес-компаниям и, следовательно, не являются «общественными местами». В то же время в Азии, особенно в Бангкоке (Таиланд) и Гонконге, надземные переходы в основном принадлежат городскому правительству, соединяя железнодорожные станции и другие схожие объекты с помощью собственных пешеходных мостов, и тянутся на многие километры. Надземные переходы обычно конструируются на первых нескольких этажах над уровнем земли (до 30 метров), хотя иногда они намного выше, например, как в Башнях Петронас. Нередко надземные переходы соединяют близко стоящие здания «университетских городков».
Крупнейшая в мире (прерывистая) сеть надземных переходов расположена в Калгари (Канада). Она называется Plus 15, имеет длину 18 километров и состоит из 62 крытых пешеходных мостов.
В меньшем масштабе терминалы крупных аэропортов часто соединены системами надземных переходов. Во многих аэропортах телескопические трапы обеспечивают прямую связь между самолётами и терминалами.
Помимо безопасности и удобства пешеходов, главными причинами, по мнению градостроителей, для развития надземных переходов, являются уменьшение пробок на дорогах, снижение загрязнения воздуха автотранспортом и отделение людей от автомобильного шума.
Тем не менее, ряд исследователей по разным причинам критикуют распространение надземных переходов.

## История
Одним из самых старых сохранившихся до наших дней сооружением подобного рода является Мост Вздохов в Венеции (Италия), он строился с 1600 по 1603 год. Сделан из белого известняка, имеет окна с каменными решетками, проходит над рекой Рио-ди-Палаццо и соединяет Новую тюрьму (Prigioni Nuove) с комнатами для допросов во Дворце Дожей. Также в Италии, во Флоренции, находится «Коридор Вазари», соединяющий Палаццо Веккьо с Палаццо Питти. Построен в 1564 году. Надземные переходы XVIII века сохранились в датских городах Копенгаген и Фоборг.
Кинематограф
- В 1927 году в Германии был снят фильм «Метрополис», в котором во множестве показаны различные футуристические надземные переходы[1]. Ныне эта лента считается одним из величайших немых кинопроизведений в истории.
- В 1997 году в США был снят фильм «Пятый элемент», где в Нью-Йорке будущего можно увидеть множество высотных надземных переходов[1].

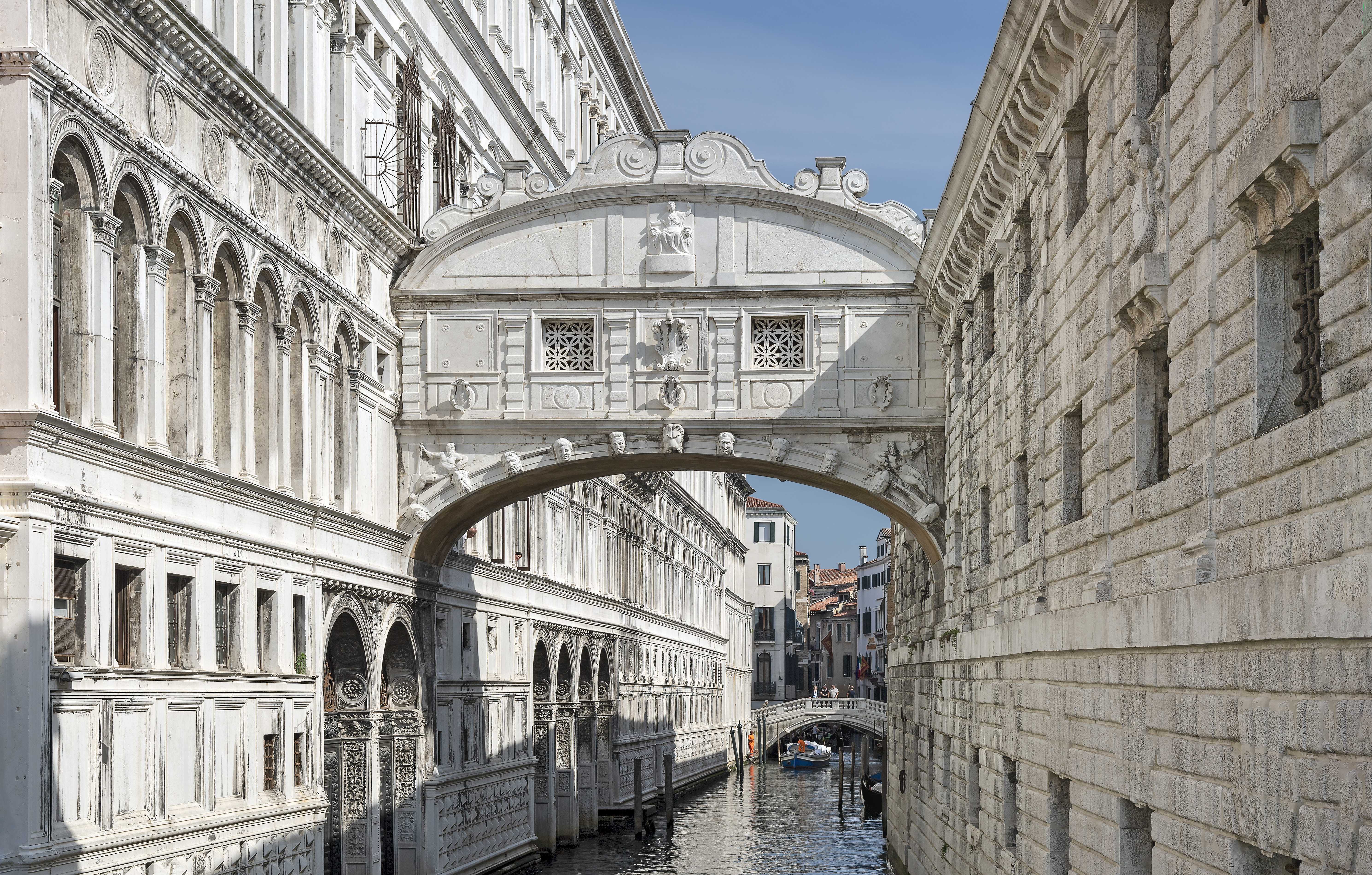
Мост Вздохов
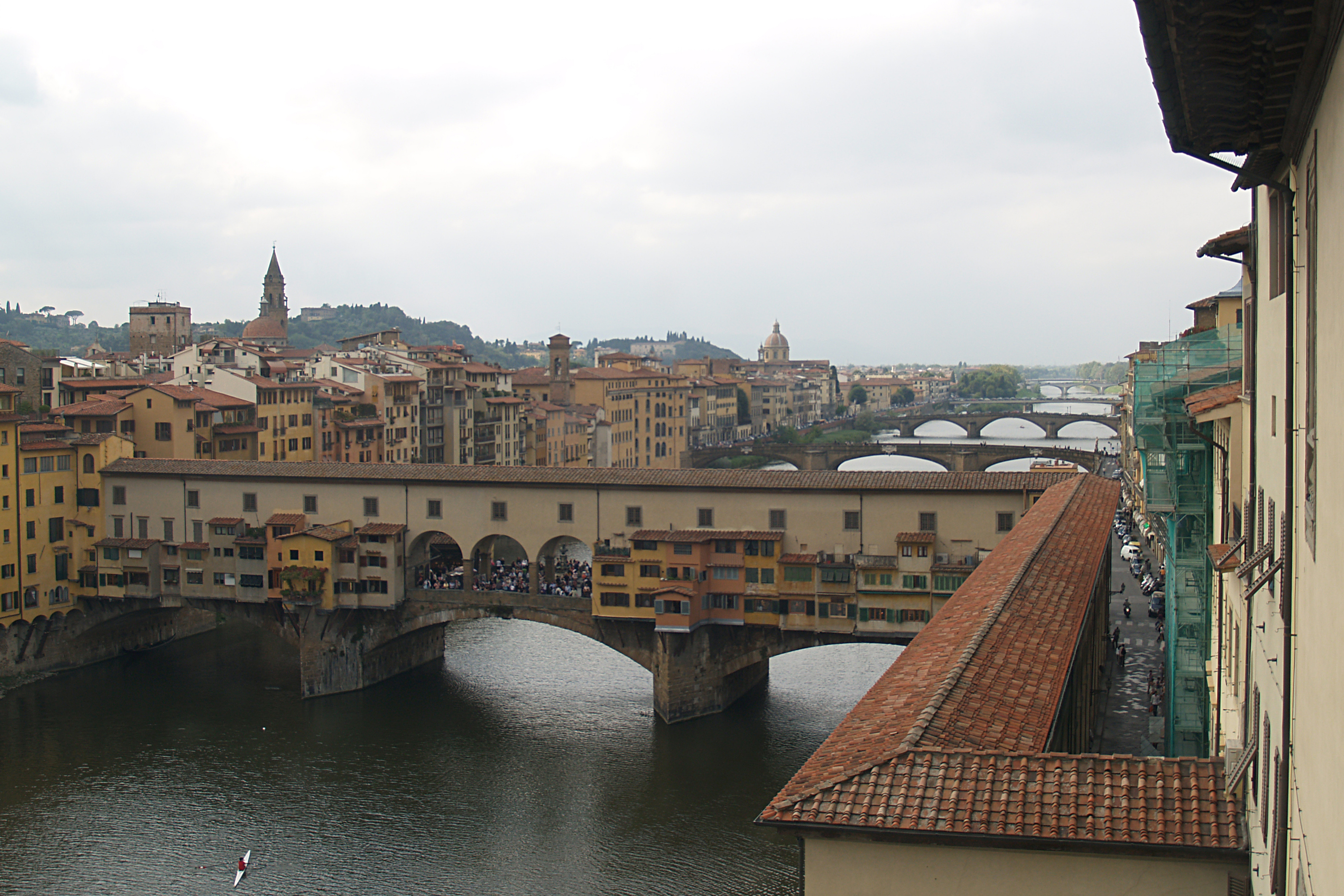
«Коридор Вазари»
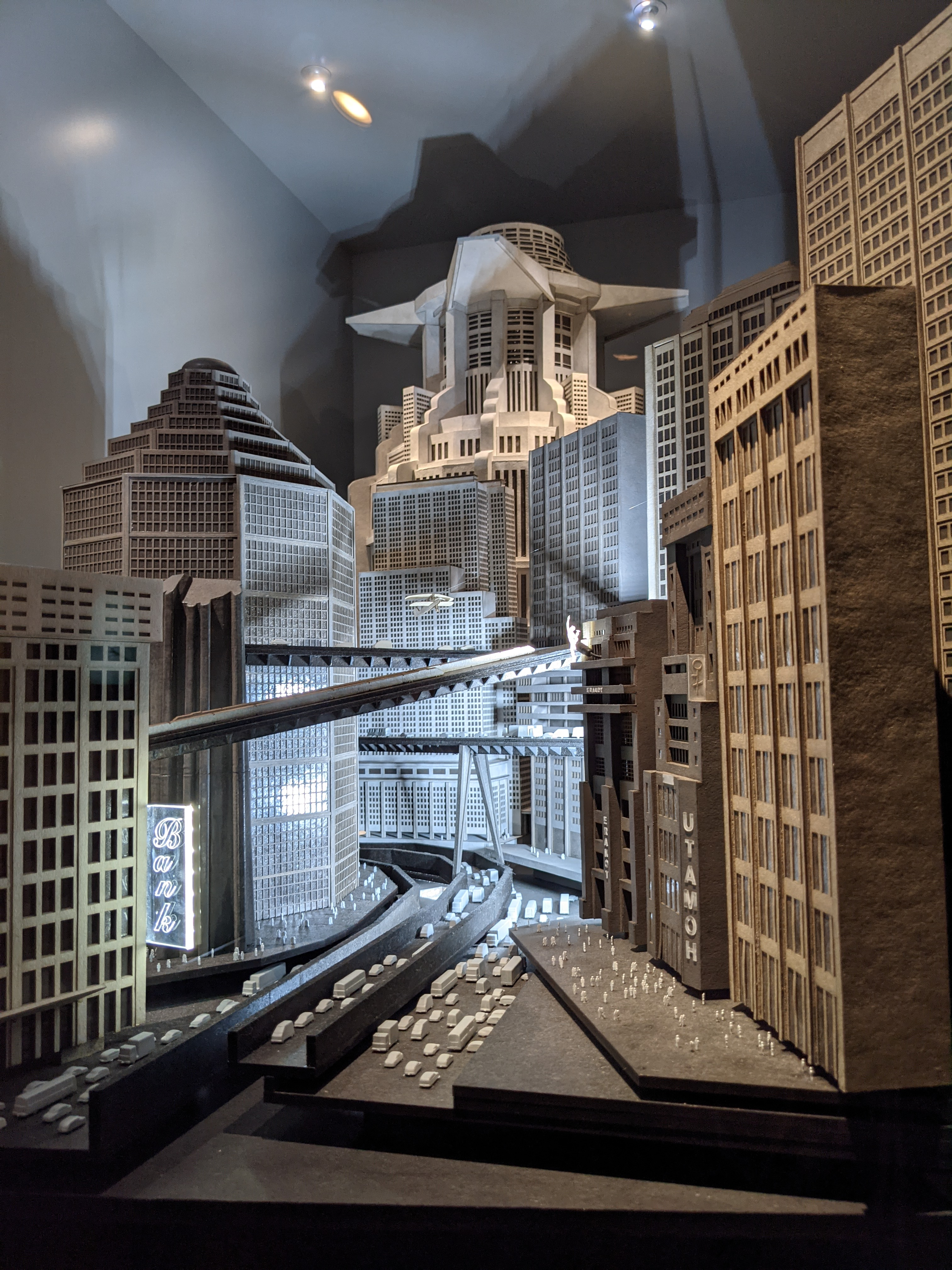
Модель города из фильма «Метрополис» в Берлинском музее кино

## Известные надземные переходы

### Северная Америка
- Plus 15[англ.] в Калгари (Канада). Имеет длину 18 километров и состоит из 62 крытых пешеходных мостов[6].
- Система надземных переходов в Миннеаполисе. Сооружена в Миннеаполисе (США), является самой длинной непрерывной системой надземных переходов в мире. Длина — 18 км, соединяет 80 кварталов[12].
- Здания American Copper Buildings[англ.], расположенные в квартале Марри-Хилл (Манхэттен, Нью-Йорк, США). Соединены трёхэтажным (27-й, 28-й и 29-й этажи) надземным переходом. Длина — около 30 метров[13][14][15].
- Peachtree Center[англ.] в Атланте (США).
- SkyWalk[англ.] в Торонто (Канада). Соединяет ж/д станцию Юнион[англ.] с башней Си-Эн Тауэр и стадионом «Роджерс Центр». Открыт в 1989 году, длина перехода составляет около 160 метров[16].
- Winnipeg Walkway[англ.] в Виннипеге (Канда). Состоит из 14 надземных переходов и семи тоннелей, соединяет 38 зданий, длина комплекса составляет два километра[17].
- В Индианаполисе (США) построена сеть надземных переходов, которая соединяет Конференц-центр Индианы[англ.], Художественный сад Индианаполиса[англ.], стадион «Лукас Ойл», торговый центр Circle Centre Mall[англ.], ж/д станцию «Индианаполис Юнион[англ.]», отель JW Marriott Indianapolis[англ.] и 11 других гостиниц[18].

### Азия
- Башни Петронас в Куала-Лумпуре, Малайзия. Двухэтажный надземный переход соединяет 41-й и 42-й этажи башен. Высота над землёй — 170 метров, длина — 58 метров. Переход не зафиксирован к башням, а скользит внутрь и наружу по специальным креплениям, так как во время сильного ветра башни заметно раскачиваются[5].
- Mumbai Skywalk Project[англ.] в Мумбаи (Индия). Комплекс состоит из 37 переходов[19].
- Раффлз-Сити в Чунцине (Китай). Между четырьмя из небоскрёбов комплекса сооружён крупнейший в мире надземный переход типа «консольная балка» (он «лежит» на крышах зданий), который имеет собственное имя Crystal (рус. Кристал или Хрусталь) и имеет в длину 300 метров[20].
- Kingdom Centre в Эр-Рияде (Саудовская Аравия). На крыше небоскрёба расположен надземный переход длиной 65 метров[21].
- Курорт Marina Bay Sands в Сингапуре. Надземный переход под названием SkyPark (рус. Небесный парк) длиной 340 метров соединяет все три небоскрёба комплекса («лежит» на крышах). На площади в три акра имеются «бесконечный бассейн» длиной 150 метров, сады и беговые дорожки[22].
- «Небесный мост Лангкави[англ.]» на архипелаге Лангкави (Малайзия). Длина — 125 метров[23].
- «Золотой мост[англ.]» курорта Bà Nà Hills[англ.] близ города Дананг (Вьетнам). Длина — 150 метров. Мост практически петляет вокруг самого себя и имеет две гигантские руки из стекловолокна и проволочной сетки, которые выглядят как каменные кисти рук, поддерживающие конструкцию[24].

### Европа
- Мост Вздохов в Венеции (Италия)[10].
- Коридор Вазари во Флоренции (Италия)[11].
- Система пешеходных переходов Лондонского сити[англ.] в Лондоне (Англия)[25].
- Мост Корпорейшен-стрит[англ.] в Манчестере (Англия). Пересекает Корпорейшен-стрит[англ.][26].
- В Лондоне расположена историческая улица Шед-Темз[англ.]. Несмотря на небольшую длину, её пересекает около десятка надземных переходов между бывшими складами[27].
- Highlight Towers[англ.] в Мюнхене (Германия). Два небоскрёба соединены друг с другом стеклянно-стальными переходами в нижней и в верхней части зданий[28].
- В парке Рене Дюмона[фр.] (XII округ Парижа, Франция) расположены несколько примечательных надземных переходов[29].

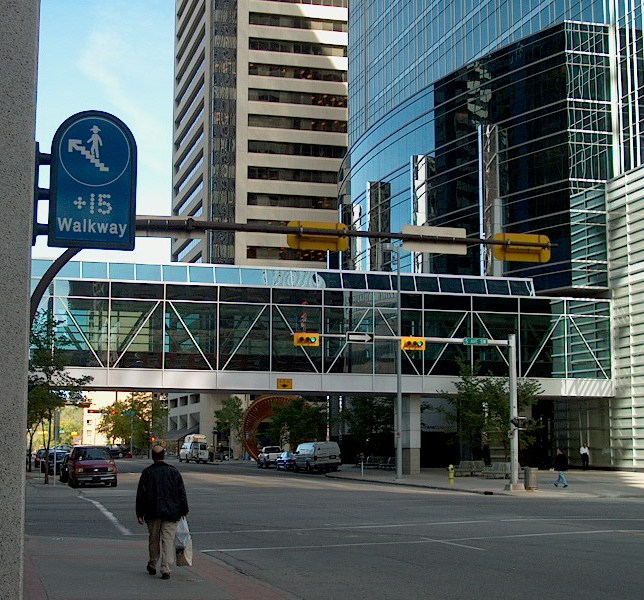
Plus 15[англ.]
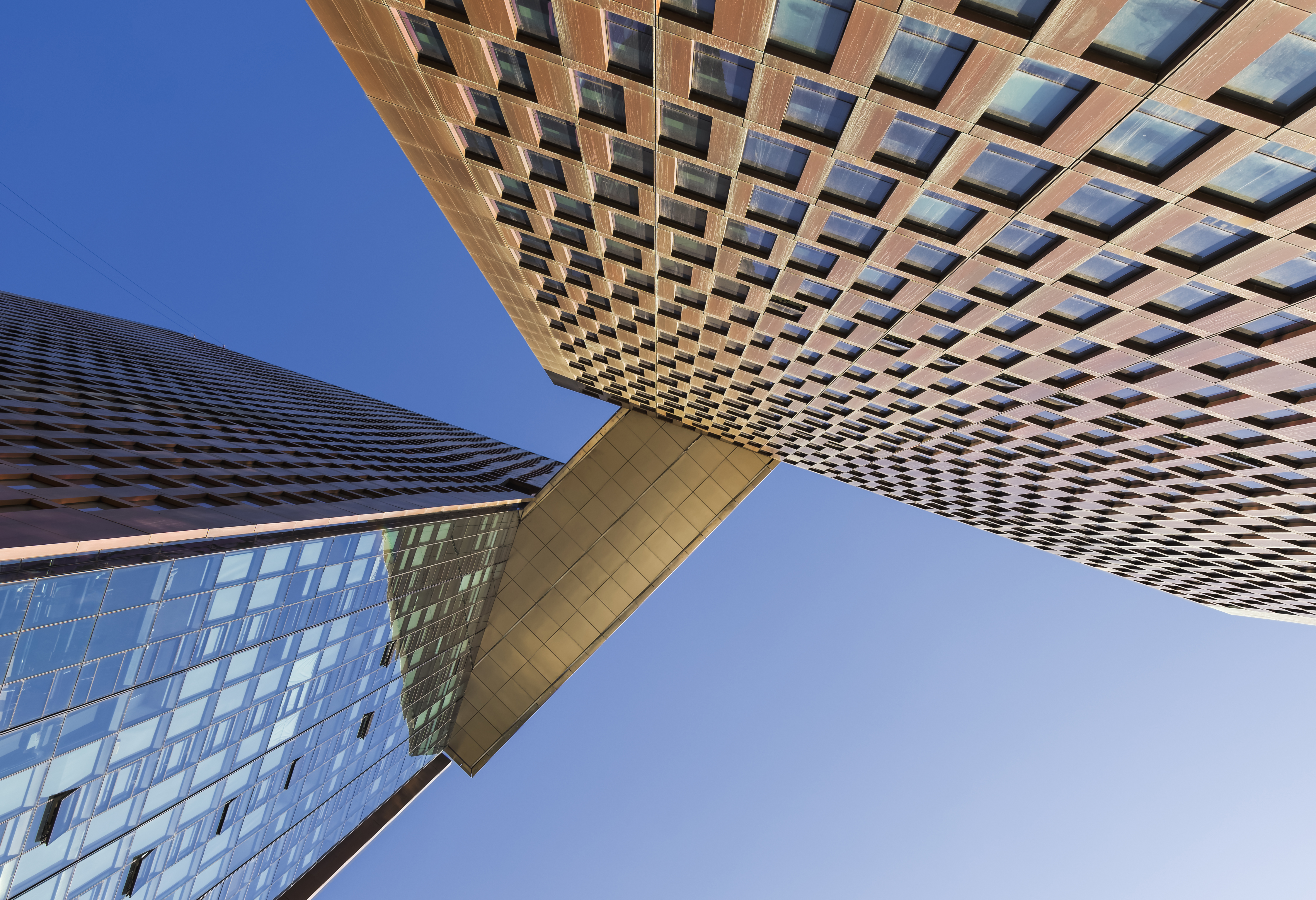
American Copper Buildings[англ.]
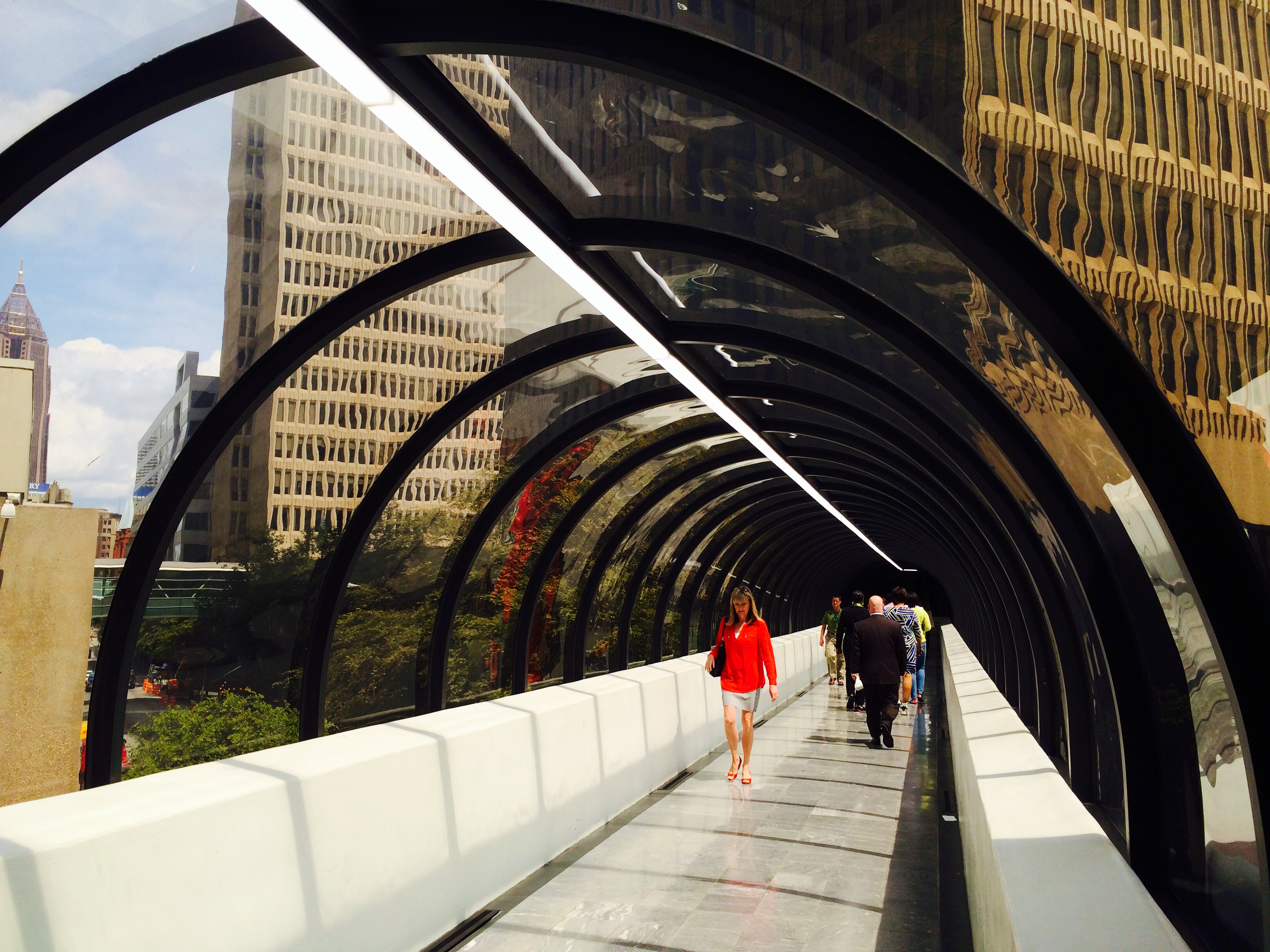
Peachtree Center[англ.]
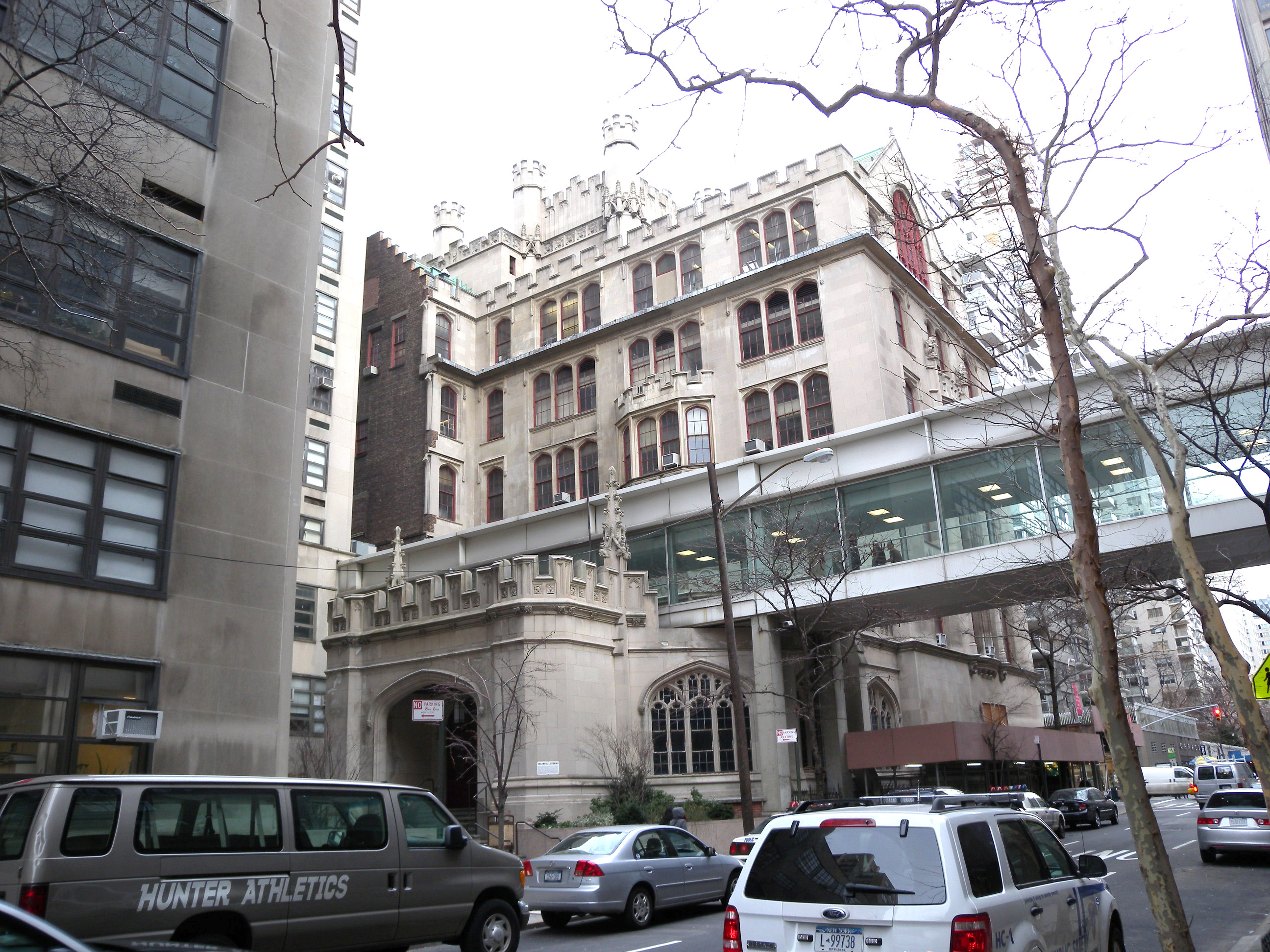
Кампус Хантерского колледжа
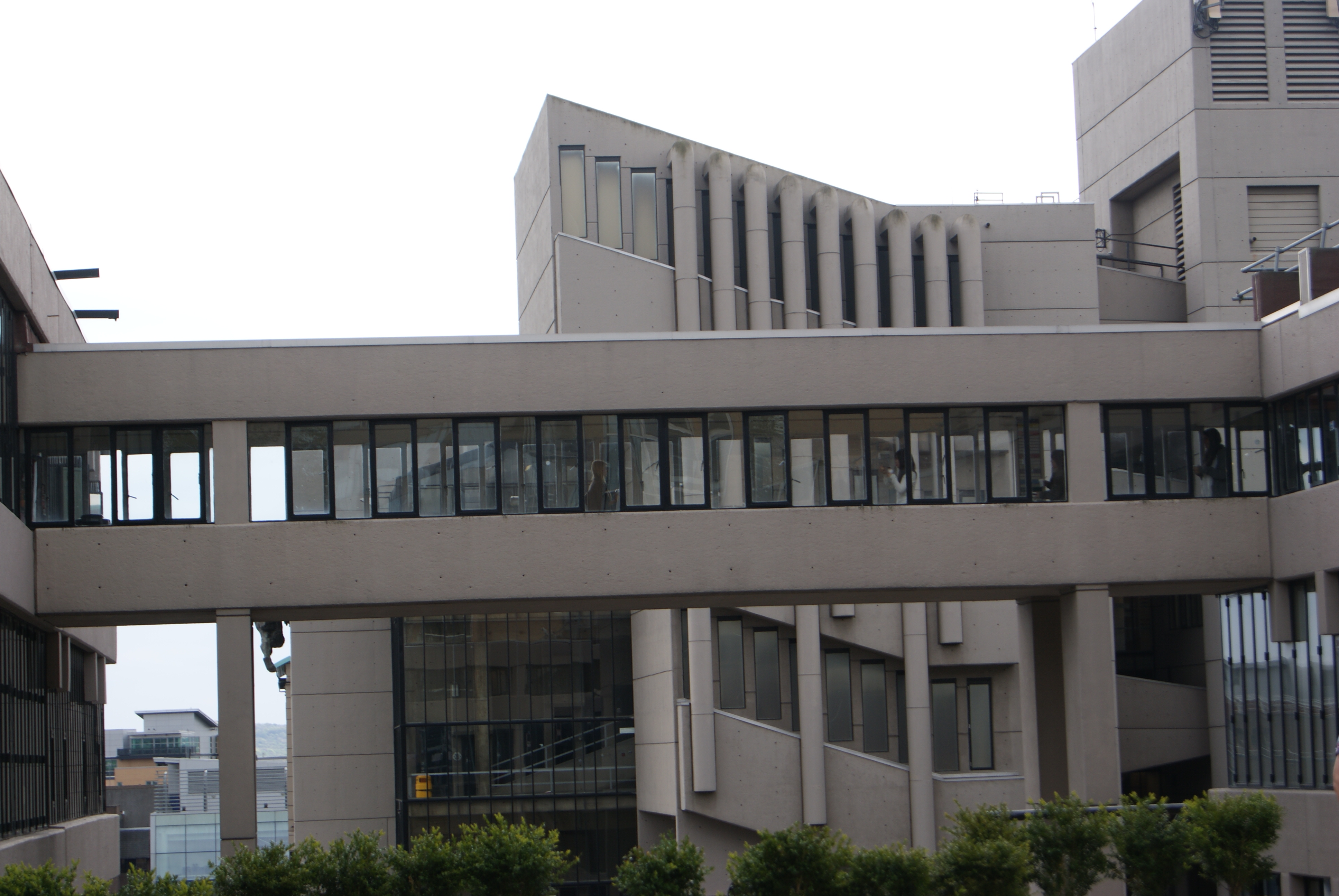
Кампус Лидсского университета
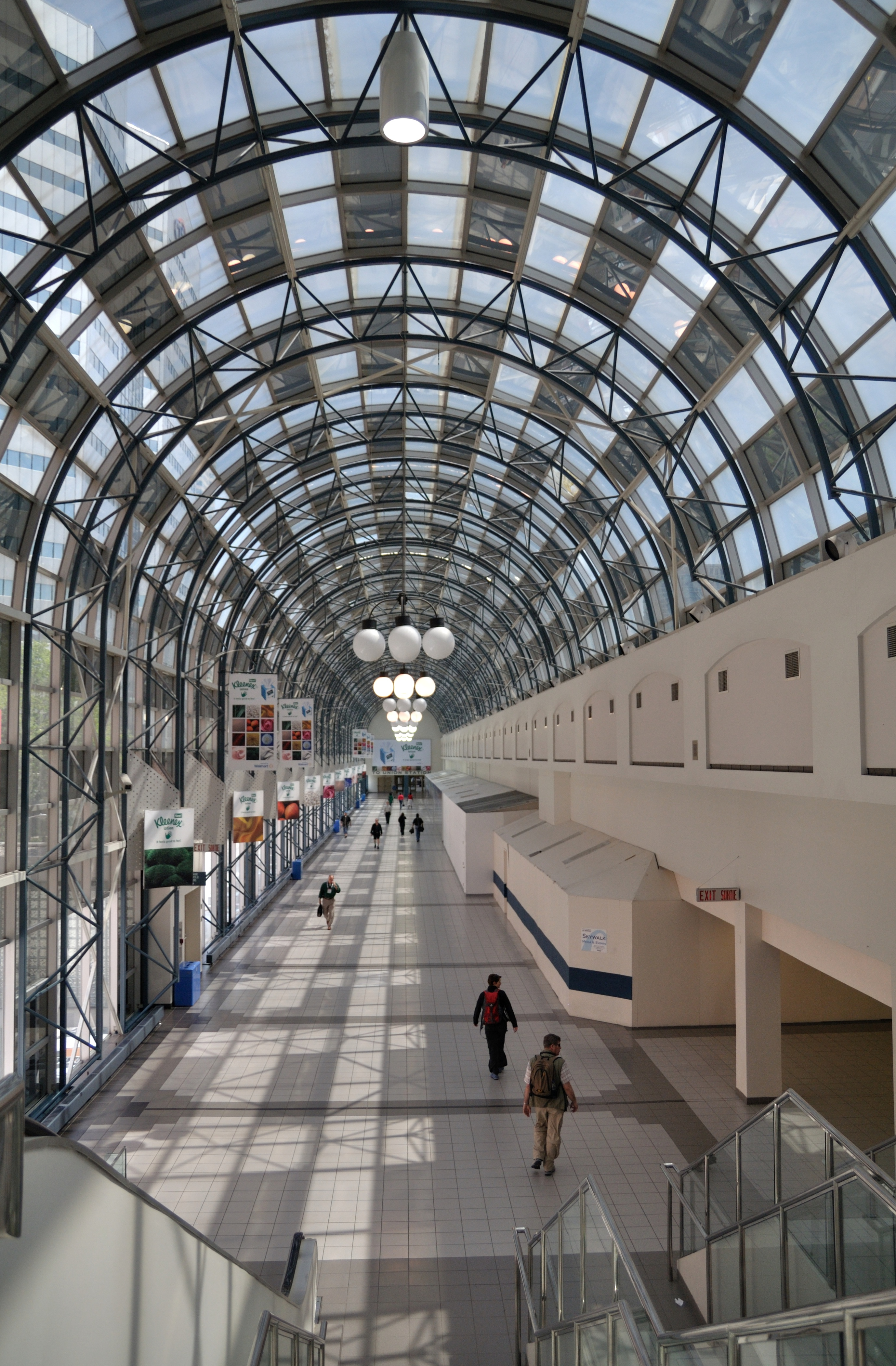
SkyWalk[англ.]
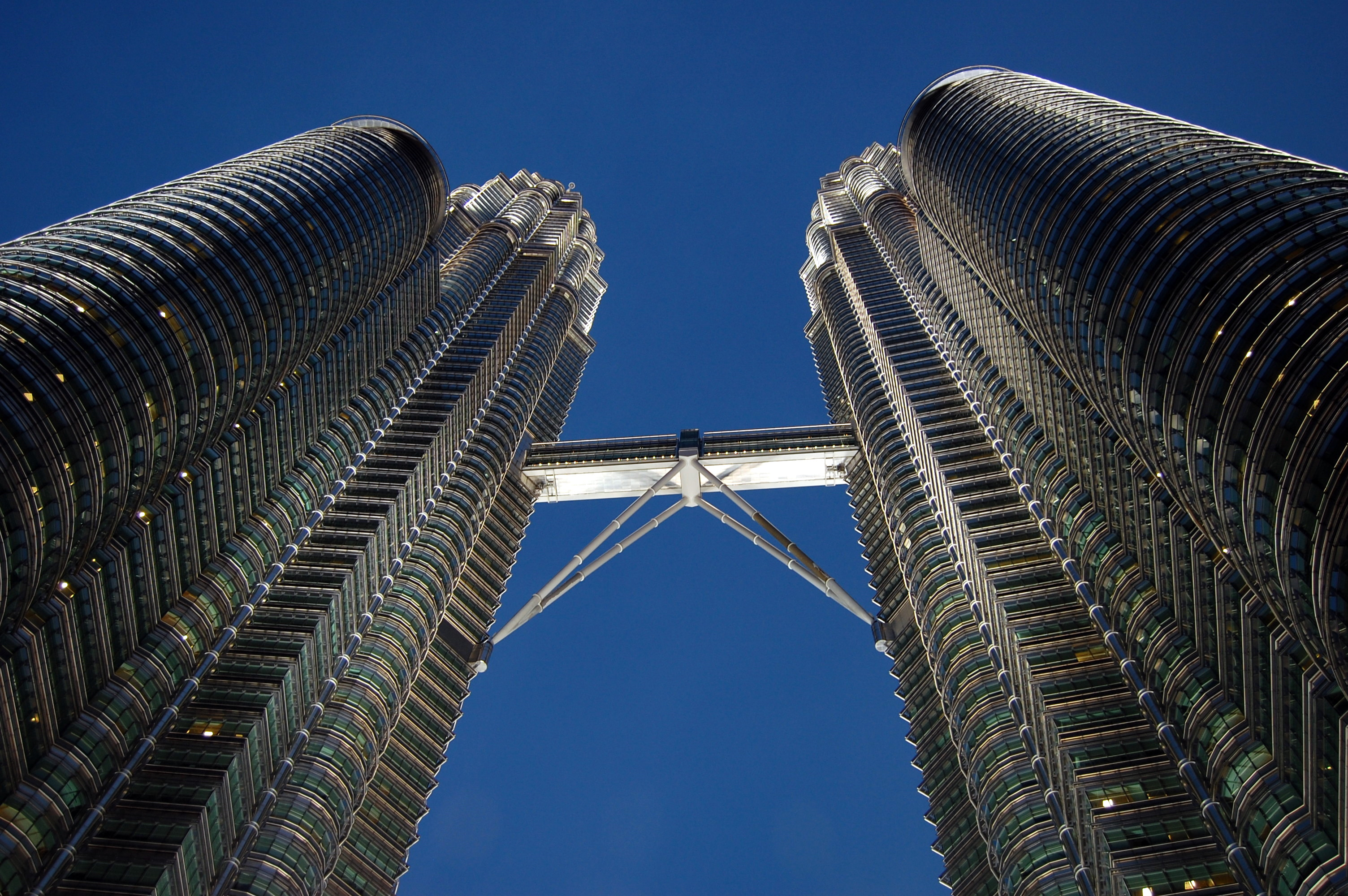
Башни Петронас
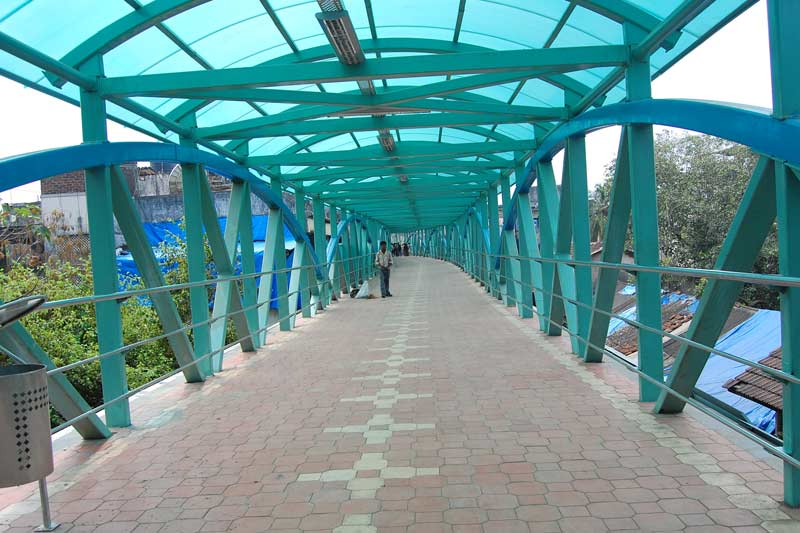
Mumbai Skywalk Project[англ.]
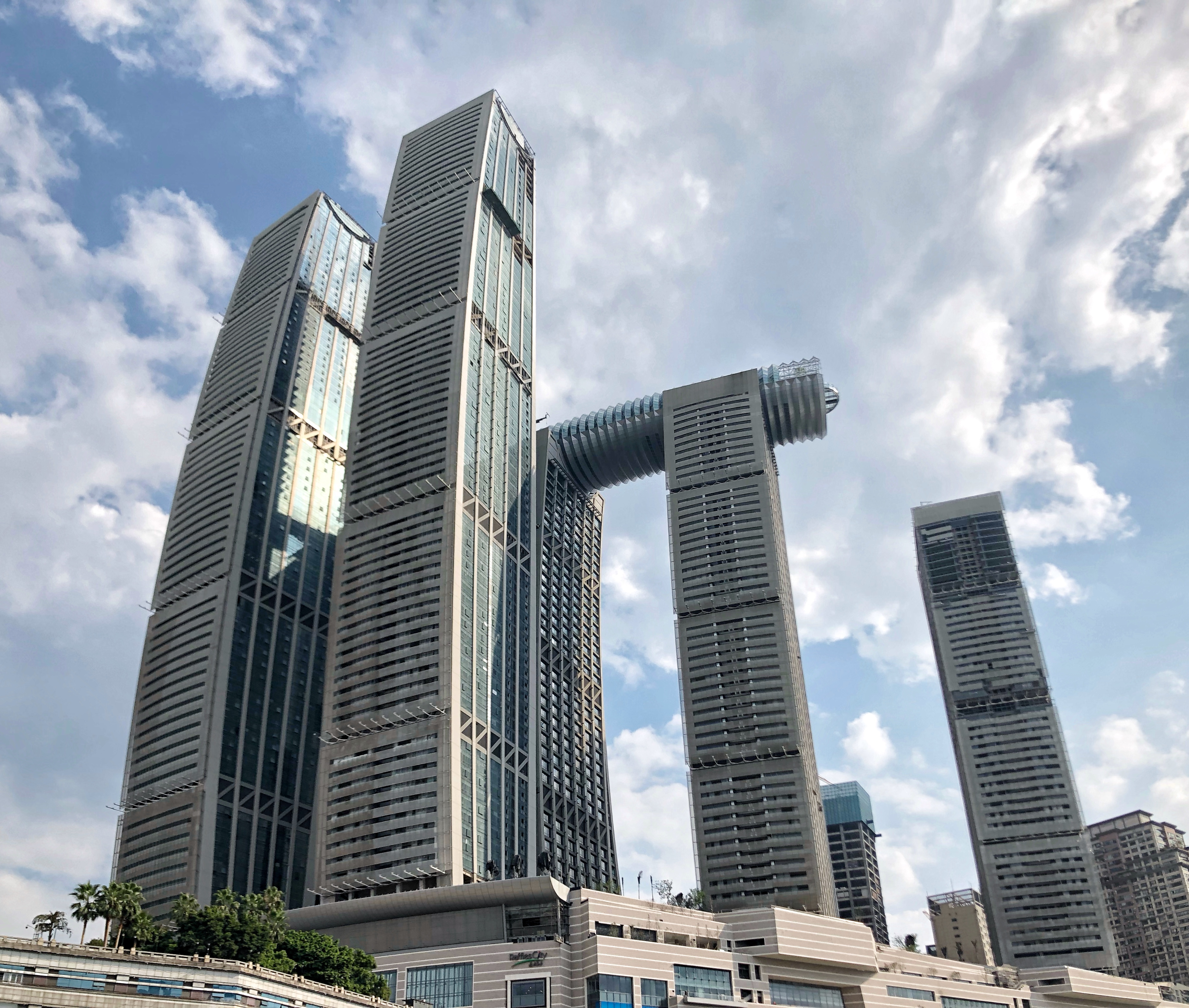
Раффлз-Сити
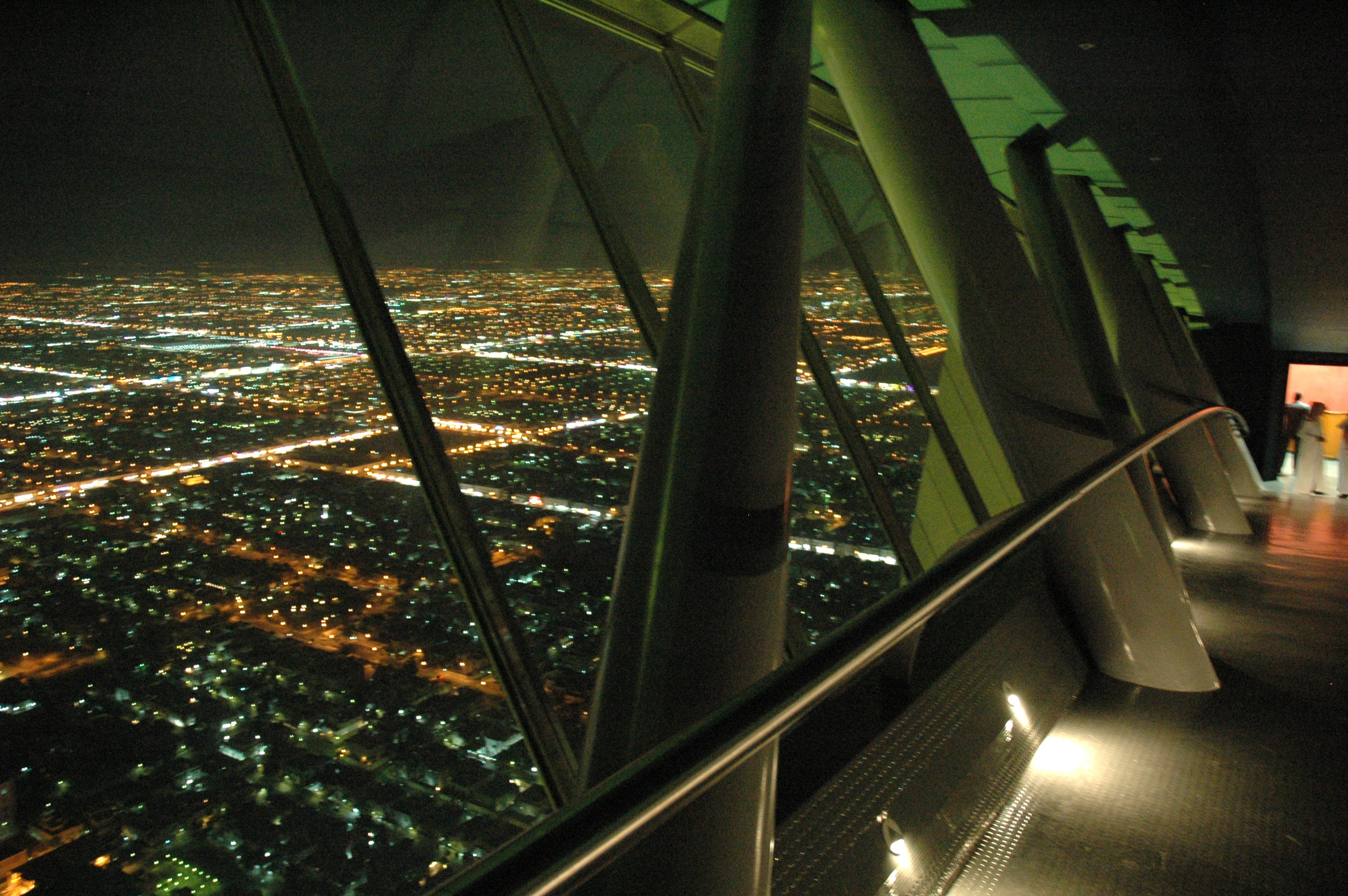
Kingdom Centre
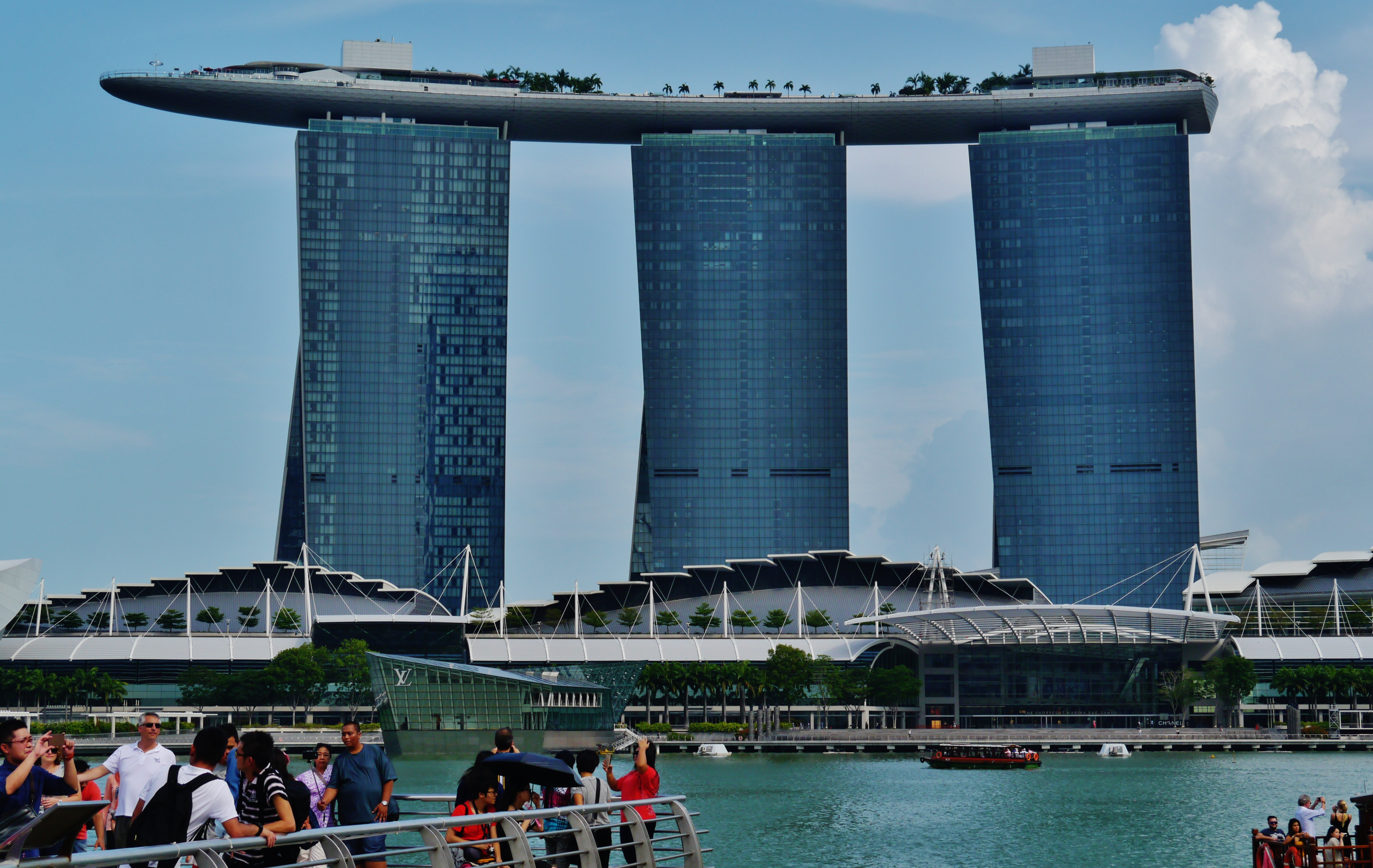
Marina Bay Sands
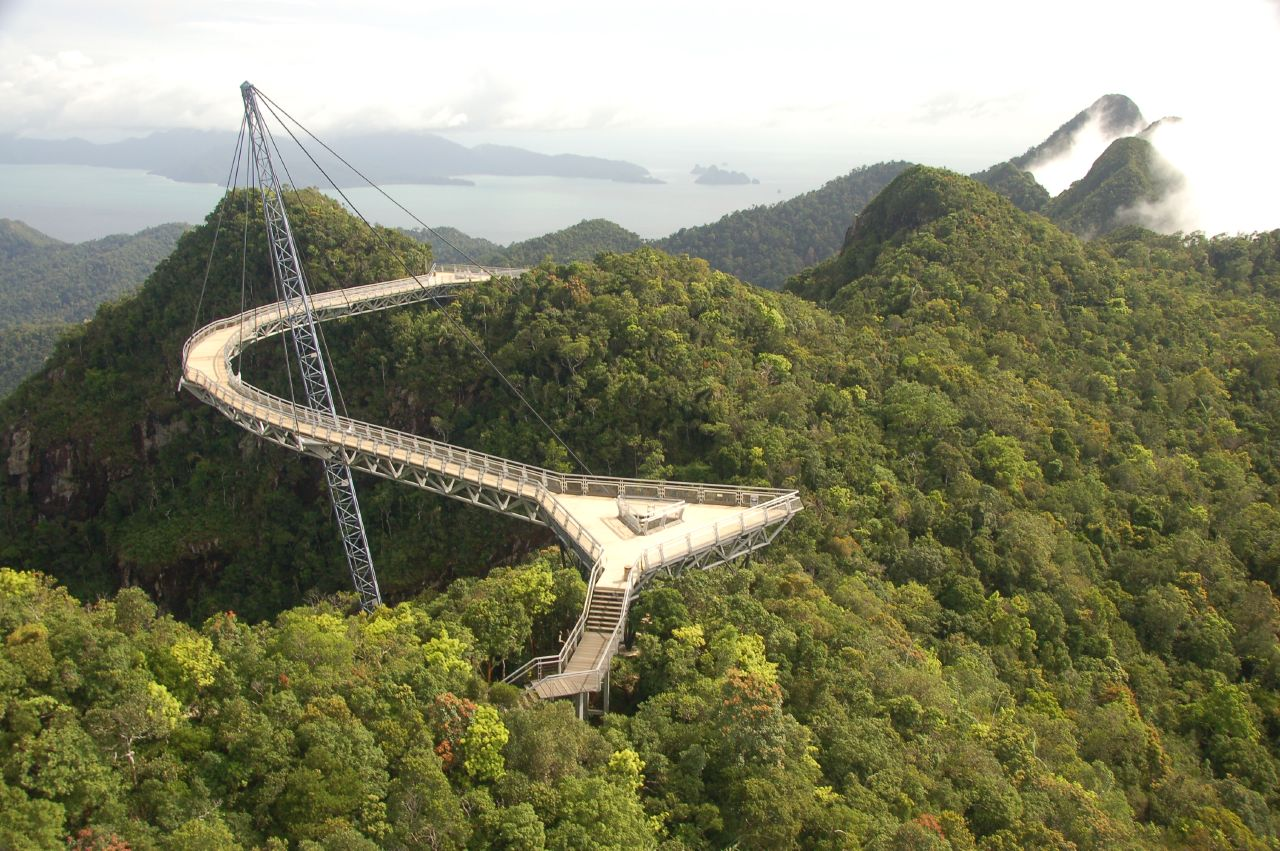
«Небесный мост Лангкави[англ.]»
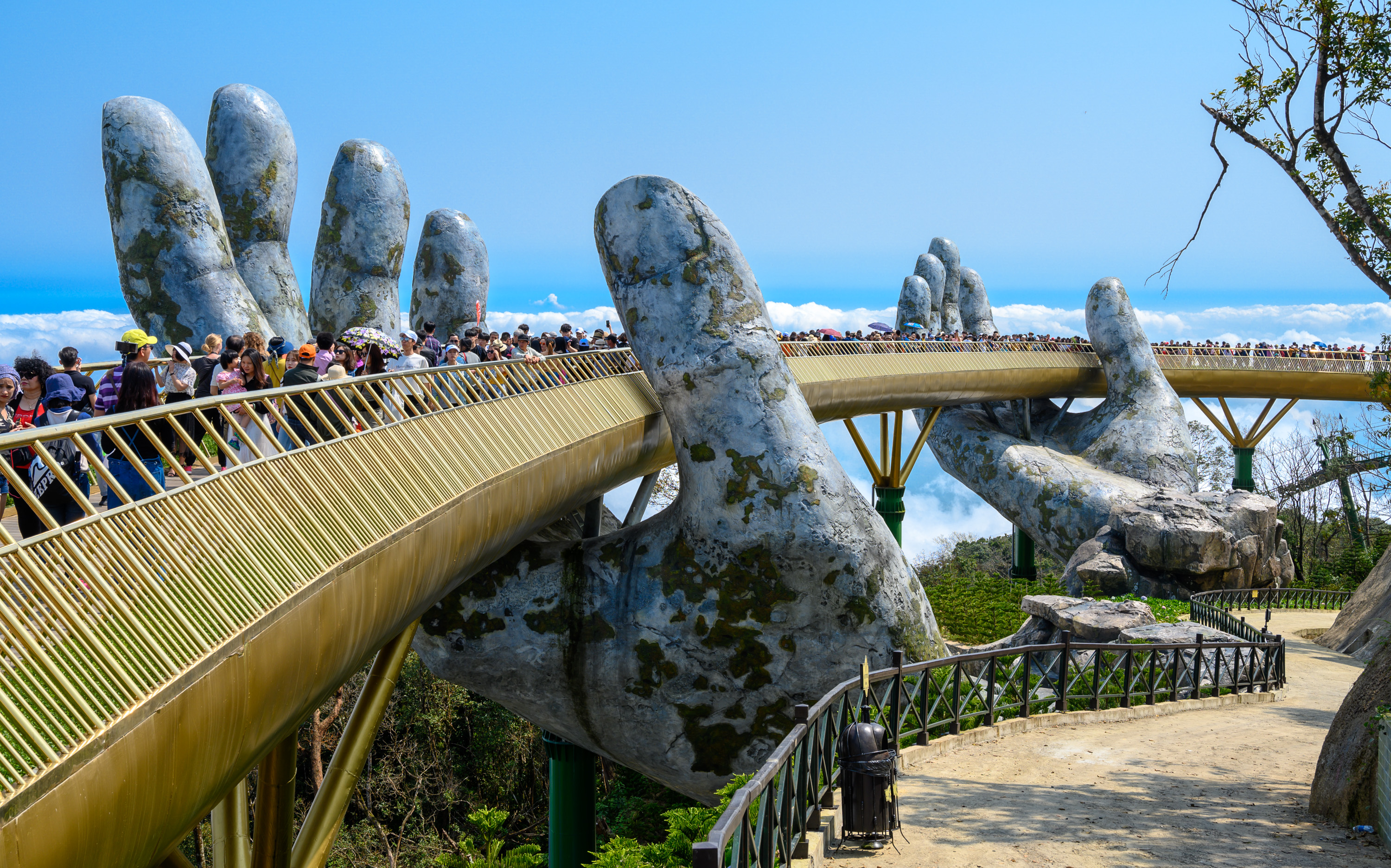
«Золотой мост[англ.]»
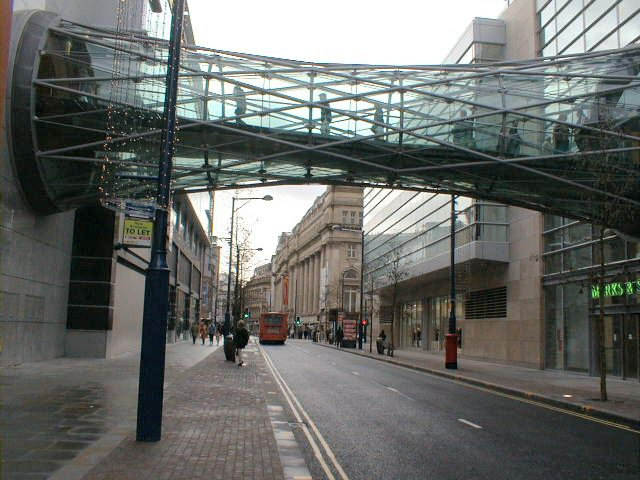
Мост Корпорейшен-стрит[англ.]
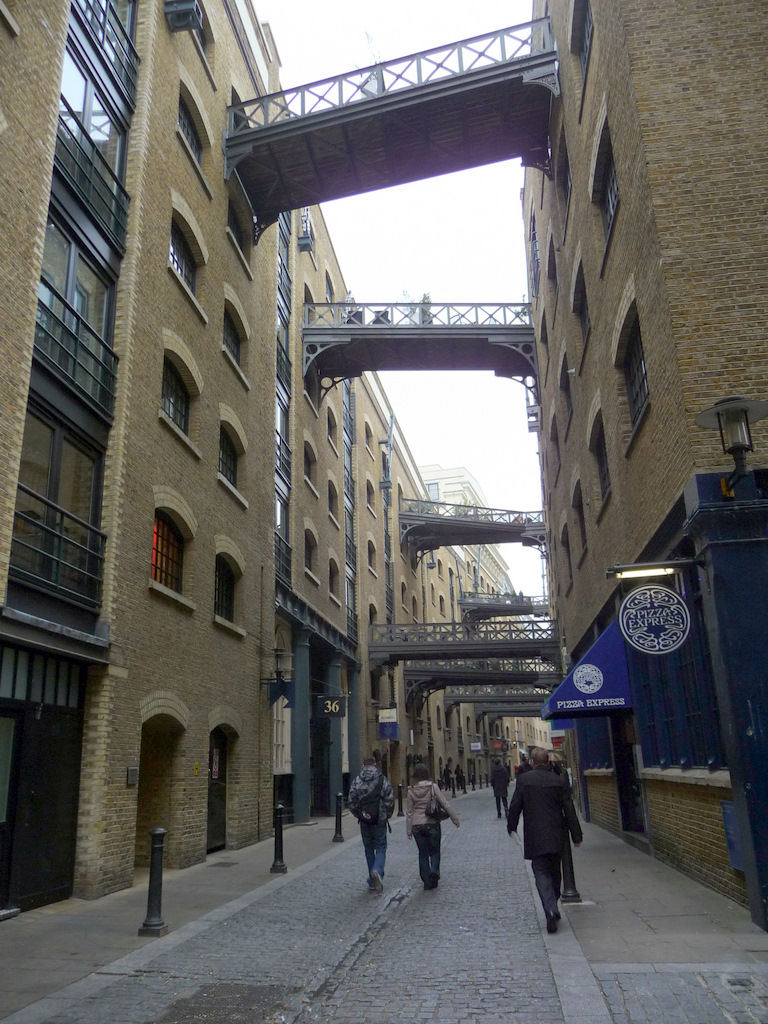
Улица Шед-Темз[англ.]
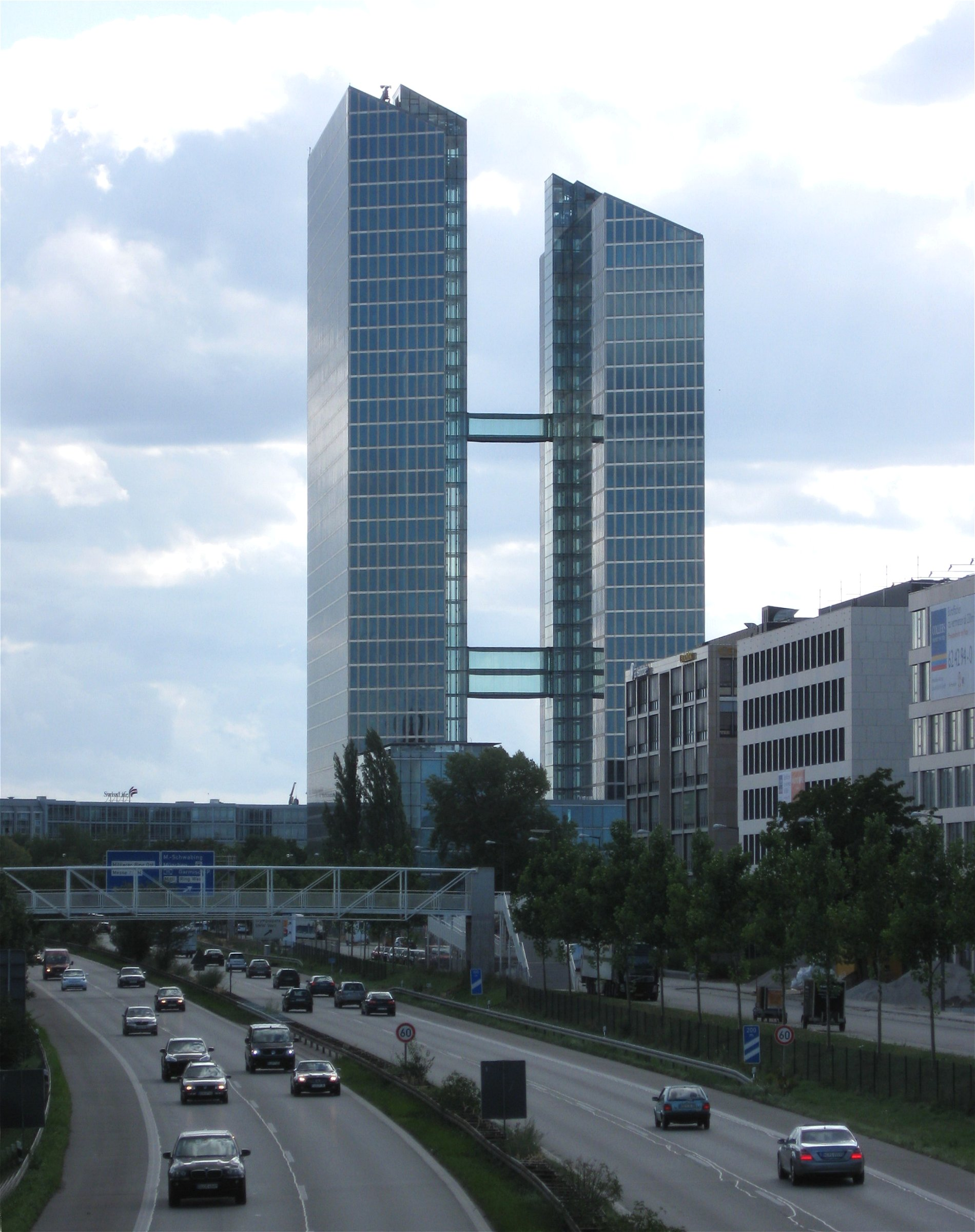
Highlight Towers[англ.]
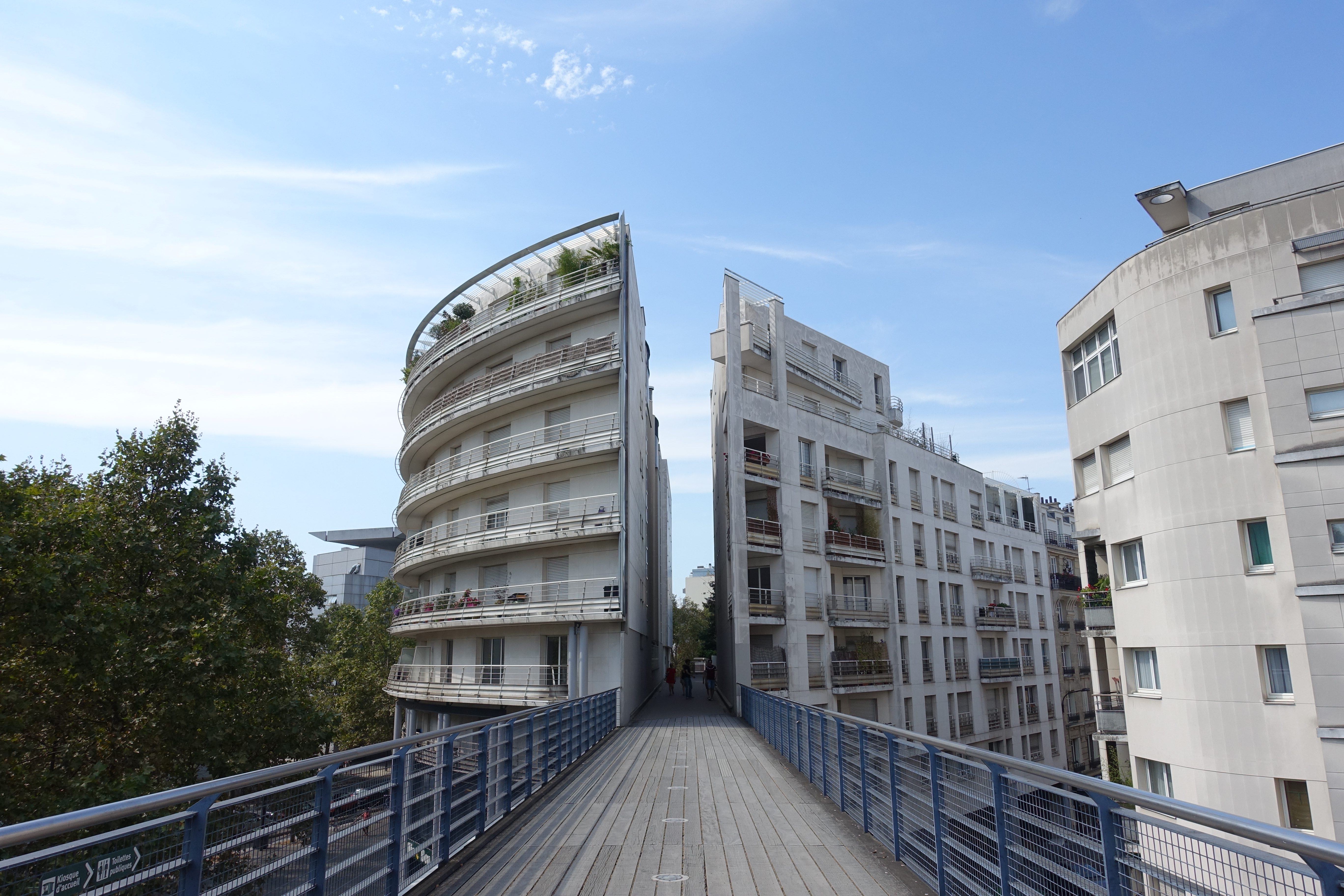
В парке Рене Дюмона[фр.]
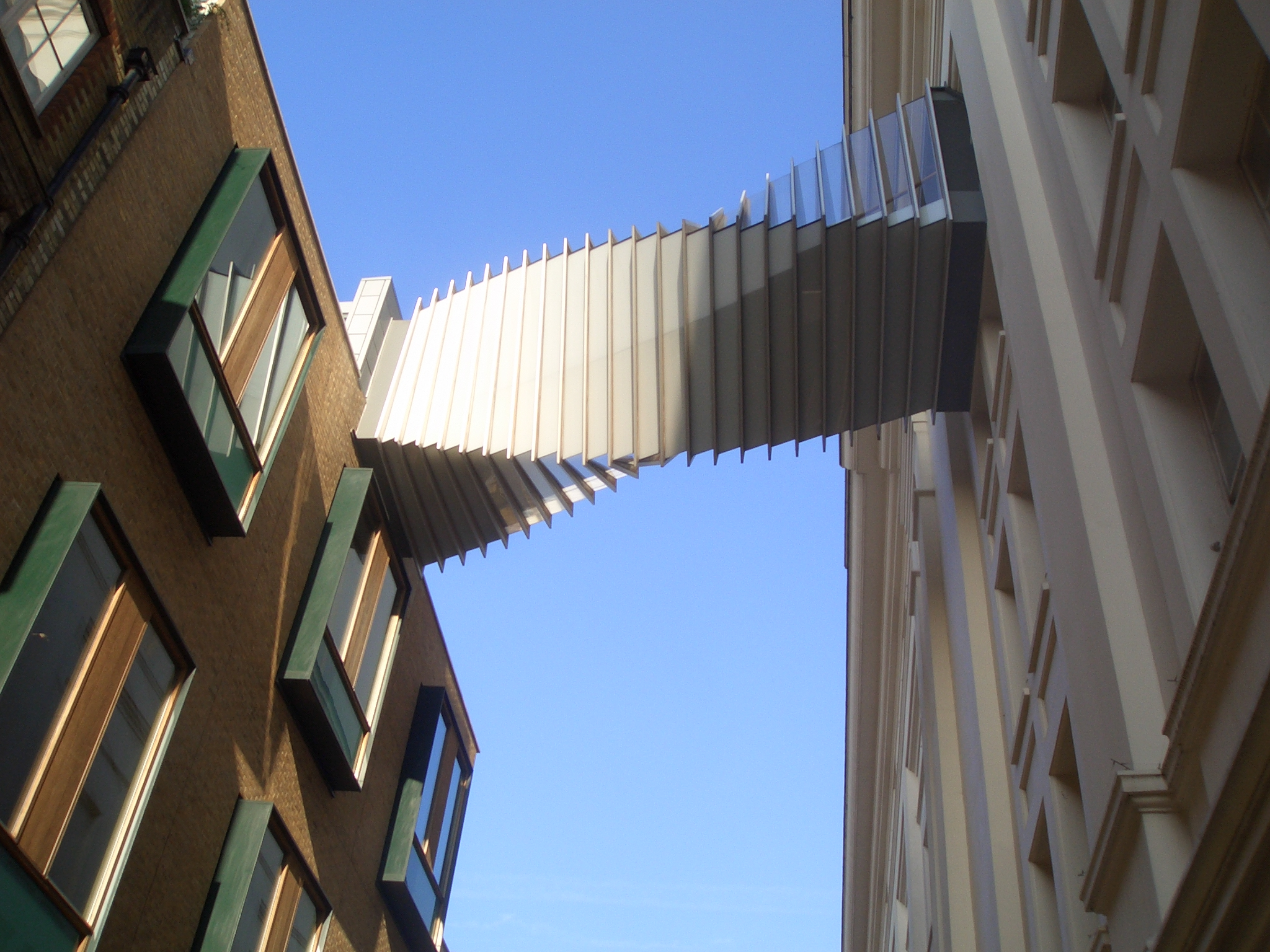
«Мост устремления» в лондонском Ковент-Гарден
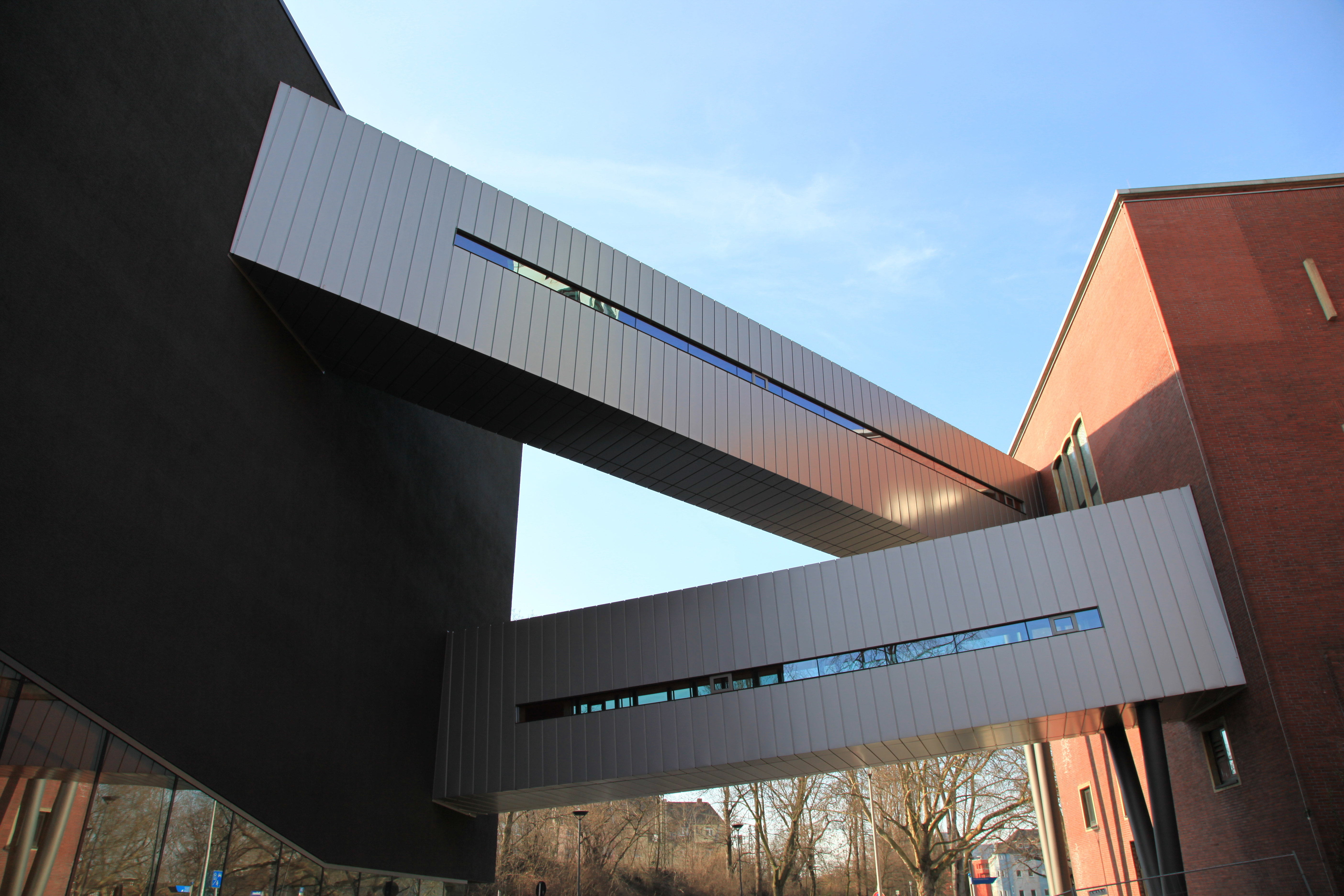
Немецкий музей горного дела в Бохуме
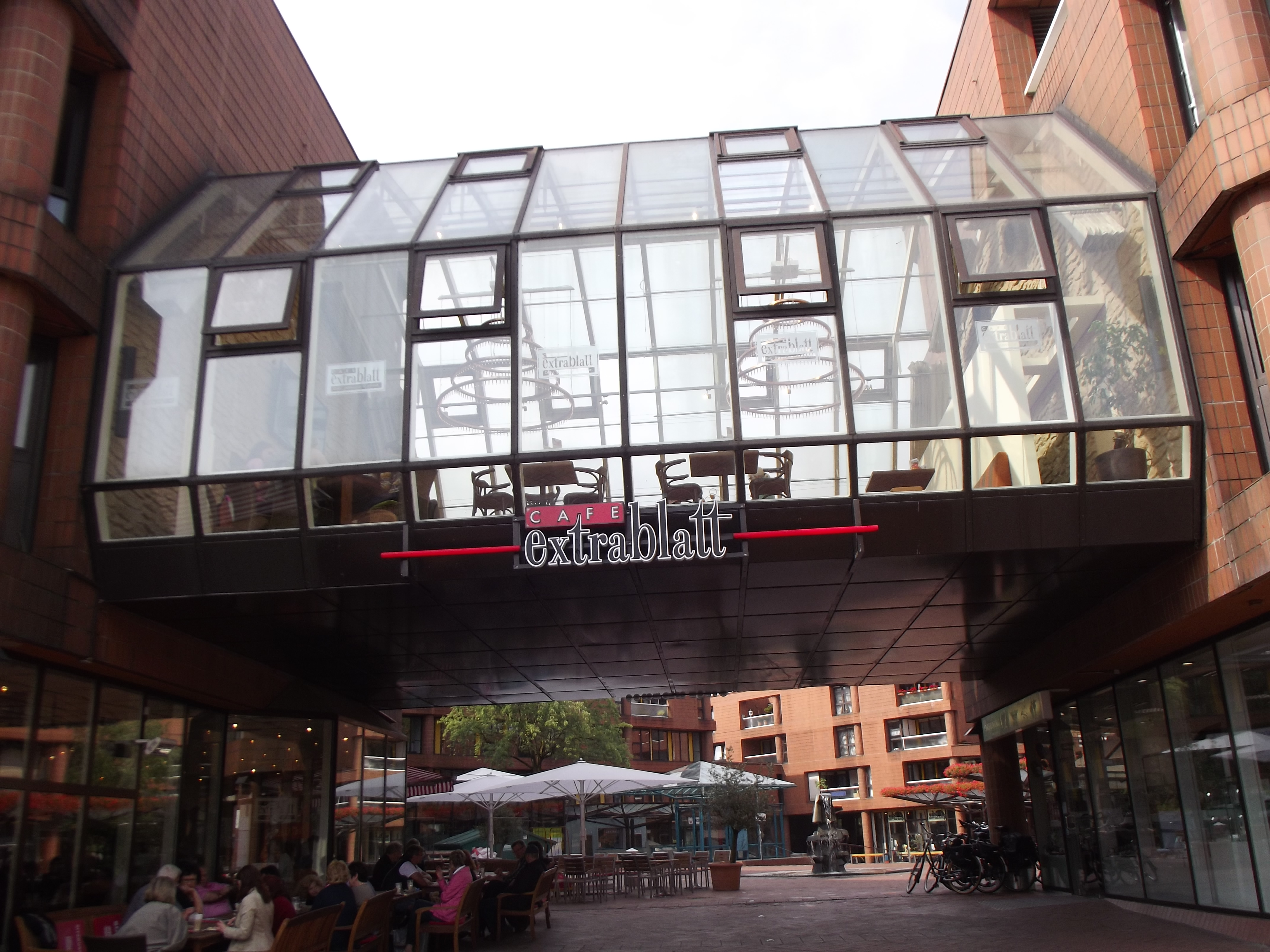
Надземный переход, используемый как кафе. Мюнстер, Германия.
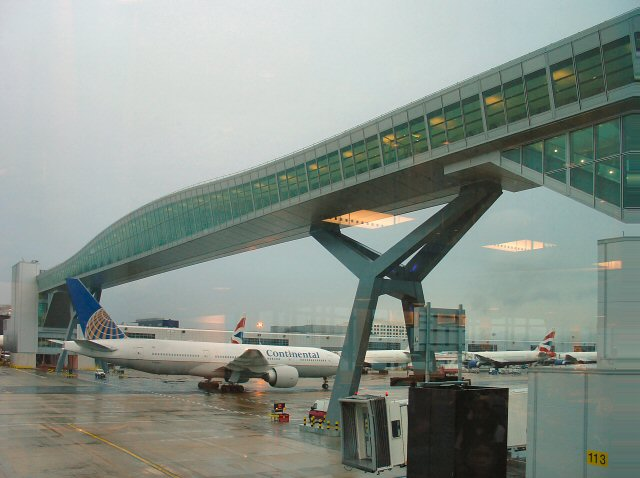
В аэропорту «Гатвик»
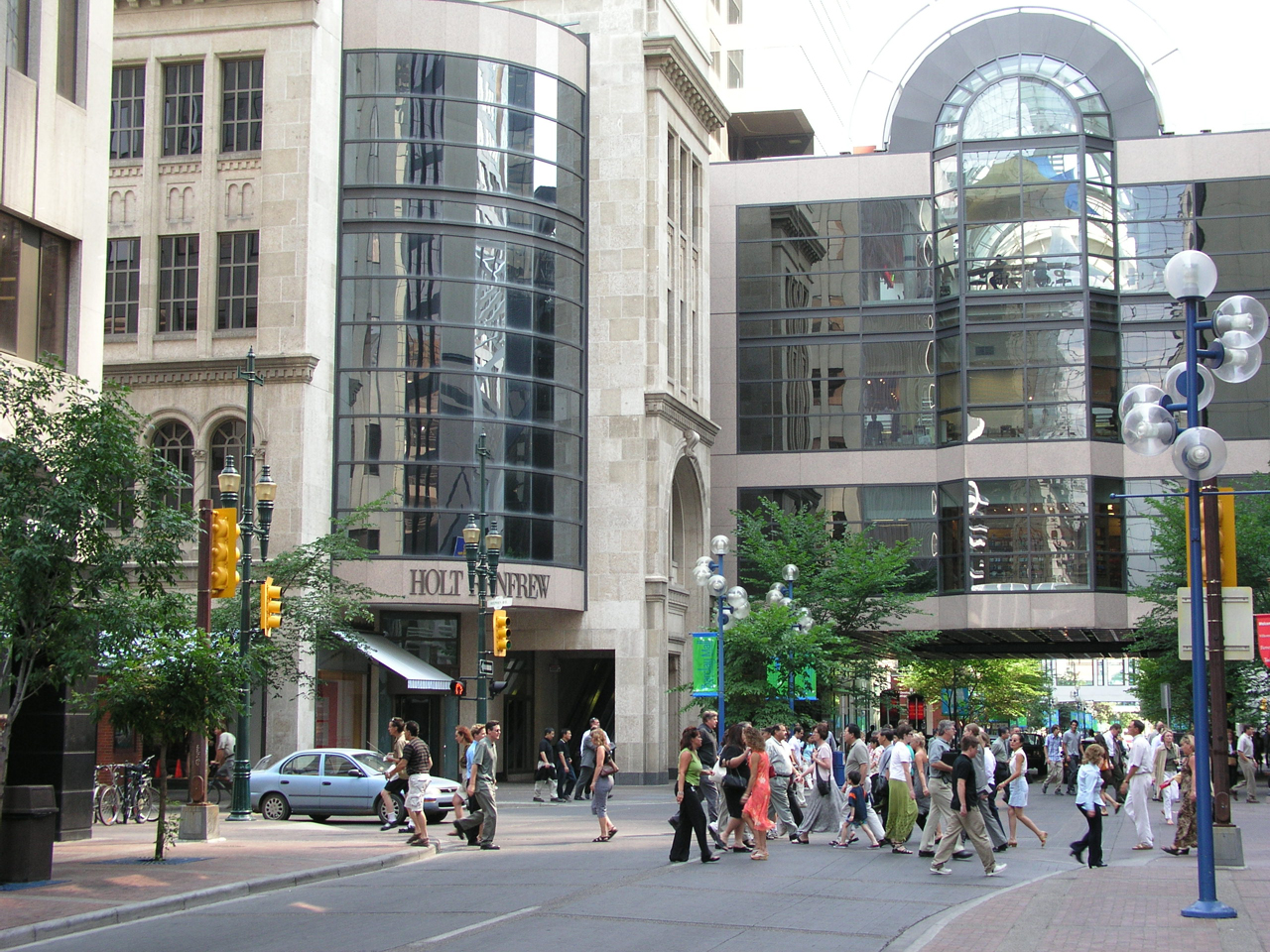
Трёхуровневый надземный переход в торговом центре CORE[англ.]. Калгари, Канада.
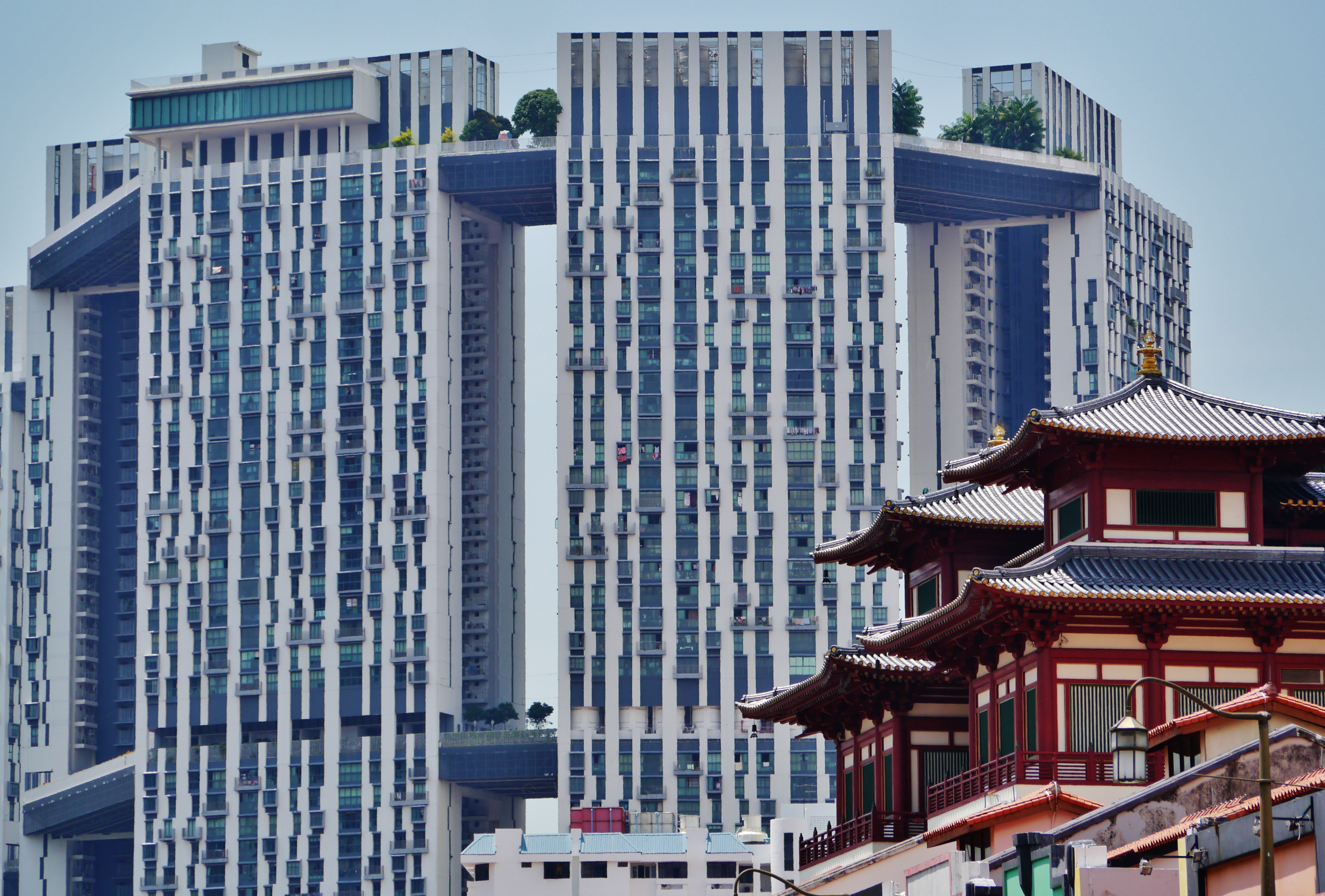
The Pinnacle@Duxton[англ.] в Сингапуре
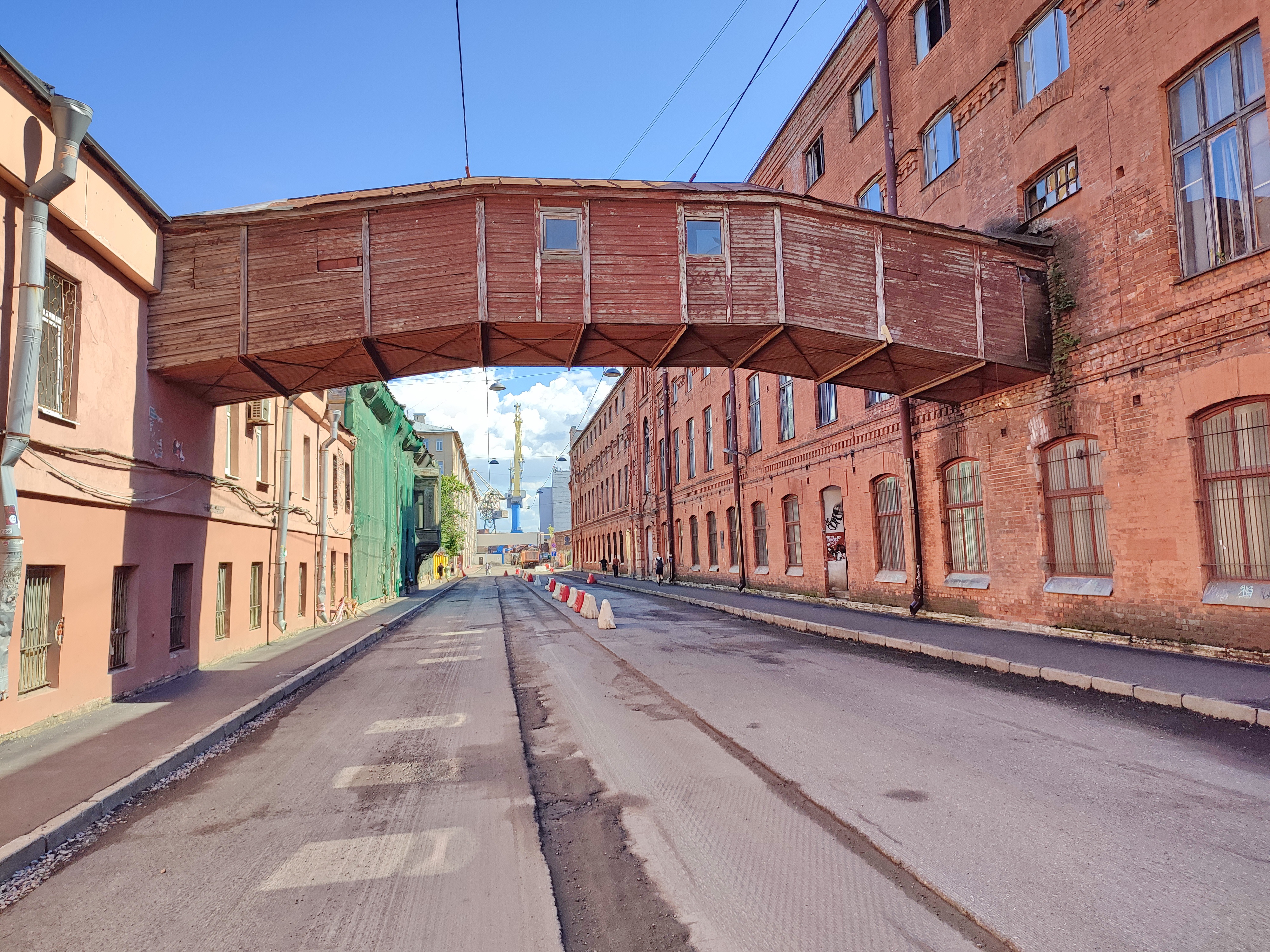
Переход в Чекушах на Кожевенной линии в Санкт-Петербурге.